# Peduoviridae
Peduoviridae ist die Bezeichnung für eine Familie von Viren mit sog. Kopf-Schwanz-Aufbau (Klasse Caudoviricetes), die Gammaproteobakterien verschiedener Arten (Spezies) infizieren (solche bakteriellen Viren werden auch Bakteriophagen genannt).
Die Peduoviridae sind vom Morphotyp der Myoviren. Sie galten früher als Unterfamilie Peduovirinae der inzwischen als Taxon aufgelösten Familie Myoviridae (jetzt Morphotyp Myoviren). Dieser „Upgrade“ zur Familie erfolge durch das International Committee on Taxonomy of Viruses (ICTV) im März/April 2022.
Mit ein Grund für die Auflösung der Myoviren als Taxon dürfte die Entdeckung von Vertretern der Caudoviricetes mit hybridem Aufbau sein. Beispielsweise zeigt der Salmonella-Phage F22 Merkmale vom Phagen P22 und dem Phagen Fels-2 (Spezies Salmonella-Virus Fels2, wiss. Felsduovirus Fels2, Familie Peduoviridae, Morphotyp Myoviren). Diese könnte auf eine basale Stellung im Stammbaum der Caudoviricetes hinweisen, aber auch auf einen zurückliegenden horizontalen Gentransfer zwischen Myo- und Podoviren (siehe chimäres Virus).

## Beschreibung
Die Viruspartikel (Virionen) der Peduoviridae haben den für Mitglieder der Klasse Caudoviricetes typischen Kopf-Schwanz-Aufbau.
Der ikosaedrische Kopf misst etwa 60 nm. Das Kapsid zeigt eine T=7-Dextro-Symmetrie und besteht aus 72 Kapsomeren. Der Schwanz ist kontraktil (Länge etwa 135 nm, Durchmesser 18 nm) und hat 6 kurze geknickte Schwanzfasern.

## Genom und Proteom
Die Peduoviridae haben ein lineares dsDNA-Genom von etwa 33 bis 34 kbp (Kilobasenpaare), das für etwa 45 Proteine kodiert. Das dsDNA-Molekül hat kohäsive Enden (sticky ends oder cos sites).
Das Genom kodiert u. a. für folgende Enzyme:
- Serinprotease (Peptidase S73)
- Integrase

## Replikationszyklus
Die Replikation der Peduoviridae erfolgt im Zytoplasma der Wirtszellen.
Sie umfasst die folgenden Schritte:
1. Adsorption: Der Phage heftet sich über seine Schwanzfasern an die Zielzelle.
2. Injektion der viralen DNA in das Zytoplasma der Wirtszelle durch Kontraktion der Schwanzscheide.
3. Transkription und Translation der „frühen“ Gene.
4. Synthese linearer Konkatamer[A. 1] -Kopien der viralen DNA durch Rolling Circle.
5. Transkription und Translation der „späten“ Gene.
6. Assembly: Aufbau eines leeren Prokapsids und Verpackung des Genoms.
7. Zusammenbau der viralen Schwanzfasern und des viralen Schwanzes.
8. Die reifen Virionen werden durch Lyse (mittels Holin/Endolysin/Spanin-Proteinen[7]) aus der Zelle freigesetzt.

## Etymologie
Der Name der Familie Peduoviridae (bzw. ehemaligen Unterfamilie Peduoviridne) leitet sich ab von der Gattung Peduovirus (alias P2likevirus) und deren „Exemplar“ (Referenz-Virus) Escherichia-Phage P2 ab (wobei italienisch ‚duo‘ für ‚2‘ steht), versehen mit der Endung ‚-viridae‘ für Virusfamilien (bzw. ‚-virinae‘ für Virusunterfamilien).

## Systematik
Innere Systematik der Familie Peduoviridae gemäß International Committee on Taxonomy of Viruses (ICTV) mit Stand Mai/Juni 2024 (ergänzt nach der NCBI-Taxonomie):
Familie: Peduoviridae (ehemalige Myoviridae-Unterfamilie Peduovirinae)
- Gattung Aptresvirus
  - Spezies Aptresvirus AP3, mit Burkholderia-Phage AP3
  - Spezies Aptresvirus mana, mit Burkholderia-Phage Mana

- Gattung Aresaunavirus
  - Spezies Aresaunavirus RSA1, mit Ralstonia-Phage RSA1
  - Spezies Aresaunavirus RsoM1USA, mit Ralstonia-Phage RsoM1USA

- Gattung Arsenicumvirus
  - Spezies Arsenicumvirus M163, mit  Shewanella-Phage vB_SspM_M16-3

- Gattung Arsyunavirus
  - Spezies Arsyunavirus RSY1, mit Ralstonia-Phage RSY1

- Gattung Baylorvirus
  - Spezies Baylorvirus bv1127AP1, mit Mannheimia-Phage vB_MhM_1127AP1 und Mannheimia-Phage vB_MhM_587AP1
  - Spezies Baylorvirus PHL101, mit Mannheimia-Phage PHL101

- Gattung Bielevirus
  - Spezies Bielevirus A051, mit Aeromonas-Phage A051
  - Spezies Bielevirus phiO18P, mit Aeromonas-Phage phiO18P

- Gattung Bracchivirus
  - Spezies Bracchivirus U2F1, mit Uncultured Caudovirales phage clone 2F_1

- Gattung Canoevirus
  - Spezies Canoevirus canoe, mit Vibrio-Phage 1.202.O._10N.222.45.E8

- Gattung Catalunyavirus
  - Spezies Catalunyavirus C5a, mit Pseudoalteromonas-Phage C5a

- Gattung Citexvirus – Details siehe dort

- Gattung Dagavirus
  - Spezies Dagavirus ST13OXA48phi121, mit Klebsiella-Phage ST13-OXA48phi12.1

- Gattung Duodecimduovirus
  - Spezies Duodecimduovirus phiE122, mit Burkholderia-Phage phiE12-2

- Gattung Duonihilunusvirus
  - Spezies Duonihilunusvirus YenM5617, mit Yersinia-Phage vB_YenM_56.17
  - Spezies Duonihilunusvirus YenM06162, mit Yersinia-Phage vB_YenM_06.16-2
  - Spezies Duonihilunusvirus YenM20116, mit Yersinia-Phage vB_YenM_201.16

- Gattung Eganvirus
  - Spezies Eganvirus BIS20, mit Salmonella-Phage BIS20
  - Spezies Eganvirus EtG, mit Erwinia-Phage EtG
  - Spezies Eganvirus ev186, mit Escherichia-Phage 186
  - Spezies Eganvirus PsP3, mit Salmonella-Phage PSP3
  - Spezies Eganvirus SEN1, mit Salmonella-Phage SEN1
  - Spezies Eganvirus SW9, mit Salmonella-Phage SI22 und Salmonella-Phage SW9

- Gattung Elveevirus
  - Spezies Elveevirus 4LV2017, mit Klebsiella-Phage 4LV2017
  - Spezies Elveevirus cartapus, mit Escherichia-Phage Cartapus
  - Spezies Elveevirus V13P477T2, mit
    - Escherichia coli strain 13P477T plasmid p13P477T-2

- Gattung Entnonagintavirus
  - Spezies Entnonagintavirus ENT90, mit Erwinia-Phage ENT90

- Gattung Evevirus
  - Spezies Evevirus ev239, mit Escherichia-Phage ESSI2_ev239

- Gattung Felsduovirus
  - Spezies Felsduovirus Fels2 (Salmonella-Virus Fels2),[5] mit Salmonella-Phage Fels2 alias Enterobacteria-Phage Fels-2
  - Spezies Felsduovirus IN60, mit Salmonella enterica strain CFSAN071991 CFSAN071991_24
  - Spezies Felsduovirus RE2010, mit Salmonella-Phage RE2010
  - Spezies Felsduovirus SEN8, mit Salmonella-Phage SEN8
  - Spezies Felsduovirus SopEphi, mit Salmonella-Phage SopEphi
  - Spezies „Salmonella phage F22“ („Salmonella-Phage F22“)[5]

- Gattung Finvirus
  - Spezies Finvirus FIN13, mit
    - Arsenophonus nasoniae strain FIN plasmid pArsFIN13

- Gattung Firavirus
  - Spezies Firavirus YenM4218, mit Yersinia-Phage vB_YenM_42.18

- Gattung Gegavirus
  - Spezies Gegavirus ST15OXA48phi141, mit Klebsiella-Phage ST15-OXA48phi14.1

- Gattung Gegevirus
  - Spezies Gegevirus ST437OXA245phi41, mit Klebsiella-Phage ST437-OXA245phi4.1

- Gattung Gemsvirus
  - Spezies Gemsvirus gv5004652, mit Escherichia-Phage 500465-2

- Gattung Graikaemvirus
  - Spezies Graikaemvirus YenM3117, mit Yersinia-Phage vB_YenM_31.17

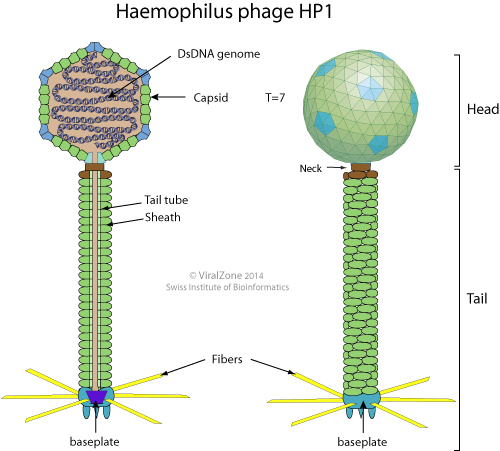
Schemazeichnung des Haemophilus-Phagen HP1, Gattung Hpunavirus

- Gattung Hpunavirus (früher Hp1virus, Hpunalikevirus, Hp1likevirus) – unterscheide: Gattung Hapunavirus, Bakteriophagen ebenfalls vom Morphotyp der Myoviren, derzeit ohne Familienzuweisung
  - Spezies Hpunavirus HP1 (Haemophilus-Virus HP1), mit Haemophilus-Phage HP1 und Haemophilus-Phage HP1c1
  - Spezies Hpunavirus HP2 (Haemophilus-Virus HP2), mit Haemophilus-Phage HP2

- Gattung Irrigatiovirus
  - Spezies Irrigatiovirus SI7, mit Salmonella-Phage SI7

- Gattung Irtavirus
  - Spezies Irtavirus CFP3, mit Pasteurella-Phage vB_PmuM_CFP3 (engl. Pasteurella phage vB_PmuM_CFP3)
  - Spezies Irtavirus F108 (Pasteurella-Virus F108), mit
    - Pasteurella-Phage F108 alias Bacteriophage F108[11][12]

- Gattung Kapieceevirus
  - Spezies Kapieceevirus ST512KPC3phi132, mit Klebsiella-Phage ST512-KPC3phi13.2

- Gattung Kayeltresvirus
  - Spezies Kayeltresvirus KL3, mit Burkholderia-Phage KL3
  - Spezies Kayeltresvirus menos, mit Burkholderia-Phage Menos
  - Spezies Kayeltresvirus milagro, mit Burkholderia-Phage Milagro
  - Spezies Kayeltresvirus momento, mit Burkholderia-Phage Momento
  - Spezies Kayeltresvirus musica, mit Burkholderia-Phage Musica

- Gattung Kisquattuordecimvirus
  - Spezies Kisquattuordecimvirus FLC5, mit Burkholderia-Phage FLC5 DNA
  - Spezies Kisquattuordecimvirus FLC10, mit Burkholderia-Phage FLC10
  - Spezies Kisquattuordecimvirus KS14, mit Burkholderia-Phage KS14

- Gattung Kisquinquevirus
  - Spezies Kisquinquevirus Carl1, mit Burkholderia-Phage Carl1
  - Spezies Kisquinquevirus KS5, mit Burkholderia-Phage KS5

- Gattung Longwoodvirus
  - Spezies Longwoodvirus K139, mit Bacteriophage K139

- Gattung Maltschvirus
  - Spezies Maltschvirus maltsch, mit Uncultured Caudovirales phage [maltsch] (Genbank LR797314 & NC_0557259[13])

- Gattung Mersinvirus
  - Spezies Mersinvirus YA0848V, mit Pseudomonas sp. S4_EA_1b YA0848_38

- Gattung Nampongvirus
  - Spezies Nampongvirus ST79, mit Burkholderia-Phage ST79

- Gattung Novemvirus
  - Spezies Novemvirus T5282H (Enterobacter-Virus phiT5282H), mit Enterobacter-Phage phiT5282H

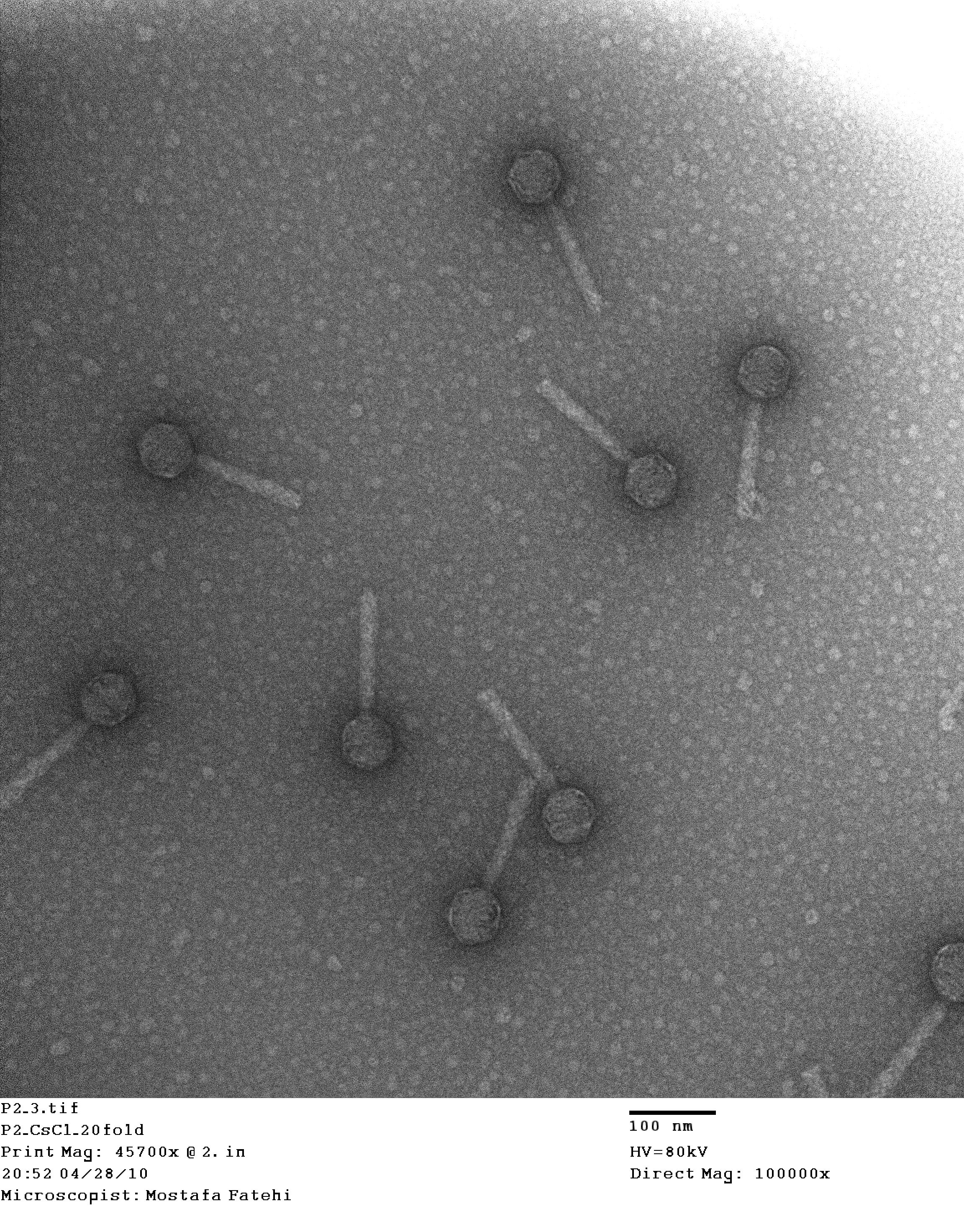
Virionen von Peduovirus sp., TEM-Aufnahme

- Gattung Peduovirus (früher P2virus, P2likevirus, P2-ähnliche Viren)[A. 3][16] inkl. früherer Gattung Stockinghallvirus
  - Spezies Peduovirus 11W, mit Escherichia-Phage 11W
  - Spezies Peduovirus AC1, mit Escherichia-Phage AC1
  - Spezies Peduovirus DC1, mit Escherichia-Phage DC1
  - Spezies Peduovirus fiAA91ss, mit Enterobacteria-Phage fiAA91-ss
  - Spezies Peduovirus FSLSP004 (früher Stockinghallvirus FSLSP004), mit Salmonella-Phage FSLSP004
  - Spezies Peduovirus GMG73, mit Yersinia-Phage GMG73
  - Spezies Peduovirus GMS190, mit Yersinia-Phage GMS190
  - Spezies Peduovirus HQ103, mit Yersinia-Phage HQ103
  - Spezies Peduovirus L413C, mit Yersinia-Phage L-413C
  - Spezies Peduovirus magyaro (Escherichia-Virus magyaro), mit Escherichia-Phage P2[17][18] (unterscheide Enterobacteria-Phage P2 und andere „P2“ benannte Phagen)[A. 4]
  - Spezies Peduovirus P2 (Escherichia-Virus P2), mit Enterobacteria-Phage P2[20] (Bacteriophage P2, Phage P2 – unterscheide Escherichia-Phage P2 und andere „P2“ benannte Phagen)[A. 4]
  - Spezies Peduovirus P37, mit Yersinia-Phage P37
  - Spezies Peduovirus P110331, mit Salmonella-Phage MET_P1_103_31
  - Spezies Peduovirus P22H1, mit Escherichia-Phage P2_2H1
  - Spezies Peduovirus P22H4, mit Escherichia-Phage P2_2H4
  - Spezies Peduovirus P24A7b, mit Escherichia-Phage P2_4A7b
  - Spezies Peduovirus P24B2, mit Escherichia-Phage P2_4B2
  - Spezies Peduovirus P24C9, mit Escherichia-Phage P2_4C9
  - Spezies Peduovirus P24E6b, mit Escherichia-Phage P2_4E6b
  - Spezies Peduovirus pro147, mit Escherichia-Phage pro147
  - Spezies Peduovirus pro483, mit Escherichia-Phage pro483
  - Spezies Peduovirus pv12474III, mit Escherichia-Phage vB_EcoM-12474III
  - Spezies Peduovirus R18C, mit Bacteriophage R18C
  - Spezies Peduovirus SIAC10, mit Escherichia-Phage SIAC10
  - Spezies Peduovirus SIDE7, mit Escherichia-Phage SIDE7
  - Spezies Peduovirus STYP1, mit Salmonella enterica subsp. enterica serovar Typhi strain Salmonella Typhi Prophage STYP1
  - Spezies Peduovirus Wphi, mit Escherichia-Phage Wphi
  - Spezies Peduovirus YPM22, mit Yersinia-Phage vB_YpM_22
  - Spezies Peduovirus YPM46, mit Yersinia-Phage vB_YpM_46
  - Spezies Peduovirus YPM50, mit Yersinia-Phage vB_YpM_50

- Gattung Phitrevirus
  - Spezies Phitrevirus phi3, mit Pseudomonas-Phage phi3

- Gattung Piscesmortuivirus
  - Spezies Piscesmortuivirus LPM4, mit Aeromonas-Phage vB_AsaM_LPM4

- Gattung Playavirus
  - Spezies Playavirus SMHB1, mit Salinivibrio-Phage SMHB1

- Gattung Plazymidvirus
  - Spezies Plazymidvirus ZM36, mit Zymomonas mobilis subsp. mobilis strain ZM4 substr. 2032 plasmid pZM36
  - Spezies Plazymidvirus ZM41, mit Zymomonas mobilis subsp. mobilis plasmid pZM41
  - Spezies Plazymidvirus ZM401, mit Zymomonas mobilis subsp. mobilis ZM4 plasmid pZZM401

- Gattung Quadragintavirus (früher eine einzige vorgeschlagene Spezies „Escherichia phage ESSI2“ in Gattung Hpunavirus;siehe auch Seongnamvirus)
  - Spezies Quadragintavirus ev015, mit Escherichia-Phage ESSI2_ev015
  - Spezies Quadragintavirus ev040, mit Escherichia-Phage ESSI2_ev040
  - Spezies Quadragintavirus ev129, mit Escherichia-Phage ESSI2_ev129

- Gattung Reginaelenavirus
  - Spezies Reginaelenavirus rv3LV2017, mit Klebsiella-Phage 3LV2017

- Gattung Reipivirus
  - Spezies Reipivirus ST16OXA48phi54, mit Klebsiella-Phage ST16-OXA48phi5.4

- Gattung Sanguivirus
  - Spezies Sanguivirus H5569V, mit Haematospirillum jordaniae strain H5569 plasmid unnamed 1

- Gattung Senquatrovirus
  - Spezies Senquatrovirus SEN4, mit Salmonella-Phage SEN4

- Gattung Seongnamvirus (siehe auch Quadragintavirus)
  - Spezies Seongnamvirus ESSI2, mit Cronobacter-Phage ESSI-2

- Gattung Simpcentumvirus
  - Spezies Simpcentumvirus Smp131, mit Stenotrophomonas-Phage Smp131

- Gattung Tigrvirus
  - Spezies Tigrvirus E202, mit Burkholderia-Phage phiE202
  - Spezies Tigrvirus phi52237, mit Burkholderia-pseudomallei-Phage phi52237
  - Spezies Tigrvirus phiE094, mit Burkholderia-Phage phiE094

- Gattung Tresduoquattuorvirus
  - Spezies Tresduoquattuorvirus YenM324, mit Yersinia-Phage vB_YenM_324

- Gattung Valbvirus
  - Spezies Valbvirus ValB1MD2, mit Vibrio-Phage ValB1MD-2

- Gattung Vimunumvirus
  - Spezies Vimunumvirus ST147VIM1phi71, mit Klebsiella-Phage ST147-VIM1phi7.1

- Gattung Vulnificusvirus
  - Spezies Vulnificusvirus PV94, mit Vibrio-Phage PV94

- Gattung Wadgaonvirus
  - Spezies Wadgaonvirus wv5004651, mit Escherichia-Phage 500465-1

- Gattung Xuanwuvirus
  - Spezies Xuanwuvirus P88, mit Escherichia-Phage P88
  - Spezies Xuanwuvirus P884B11, mit Escherichia-Phage P88_4B11
  - Spezies Xuanwuvirus xv503458, mit Escherichia-Phage 503458
  - Spezies Xuanwuvirus xv520873, mit Escherichia-Phage 520873

- Gattung Yongunavirus
  - Spezies Yongunavirus yong1, mit Vibrio-Phage vB_ValM-yong1

- Gattung Yulgyerivirus
  - Spezies Yulgyerivirus E16KP0115V, mit Klebsiella pneumoniae strain E16KP0115 plasmid unnamed

- ohne Gattungszuweisung
  - Spezies  „Pseudoalteromonas phage DW“ („Pseudoalteromonas-Phage DW“)[21][A. 5]

Vorgeschlagene Mitglieder (nicht vom ICTV bestätigt, in Anführungszeichen) sind der Taxonomie des National Center for Biotechnology Information (NCBI) entnommen (auszugsweise).

## Wirtsspektrum
Die Wirte der Peduoviridae sind Bakterien aus verschiedenen Ordnungen der Gammaproteobacteria, darunter
- Aeromonadales (Aeromonas)
- Alteromonadales (Pseudoalteromonas)
- Burkholderiales (Burkholderia, Ralstonia)
- Enterobacterales (Cronobacter, Enterobacter, Erwinia, Escherichia, Klebsiella, Salmonella, Yersinia)
- Pasteurellales (Haemophilus, Mannheimia,[23] Pasteurella[24])
- Vibrionales (Salinivibrio,[25] Vibrio)
- Xanthomonadales (Stenotrophomonas[26])